# Qaragüvəndli
Qaragüvəndli è un comune dell'Azerbaigian situato nel distretto di İmişli. Conta una popolazione di 1.284 abitanti.